# Opisthoxia pamphilaria
Opisthoxia pamphilaria är en fjärilsart som beskrevs av Achille Guenée 1857. Opisthoxia pamphilaria ingår i släktet Opisthoxia och familjen mätare. Inga underarter finns listade i Catalogue of Life.